# 奧布利亞伊
奥布利亚伊是波斯尼亞和黑塞哥維那波黑聯邦西部一個村莊，位於首都薩拉熱窩西北180公里。北面接近利夫諾。離克羅地亞邊境只有10公里。2013年當地人口為114人，當中大部分為塞爾維亞族。

## 歷史
奥布利亚伊在過去70年中發生了不少流血事件。在1941年第二次世界大戰期間，當地有不少克羅地亞族被殺害，他們的房屋被洗劫和焚毀。
奥布利亚伊亦是加夫里洛·普林齐普的故居所在地，其故居被改造成一座展覽館，但於1995年夏天時被燒毀。2014年薩拉熱窩事件一百週年後，當地教堂和普林齐普故居得以修復。

## 交通
當地交通不便，唯一到達當地的交通方法只有駕車。R408公路可經過當地。

## 人口
| 1961年至2013年奥布利亚伊人口變化 |        |              |              |              |              |
| 年份                             | 2013年 | 1991年       | 1981年       | 1971年       | 1961年       |
| 總人口                           | 114    | 193          | 214          | 267          | 239          |
| 塞爾維亞族                       | -      | 162 (83,94%) | 162 (75.70%) | 228 (85.39%) | 203 (84.94%) |
| 克羅地亞族                       | -      | 25 (12.95%)  | 14 (6.542%)  | 36 (13.48%)  | 36 (15.06%)  |
| 南斯拉夫人                       | -      | 5 (2.591%)   | 38 (17.76%)  | 3 (1.124%)   | -            |
| 其他                             | -      | 1 (0.518%)   | -            | -            | -            |

## 名人

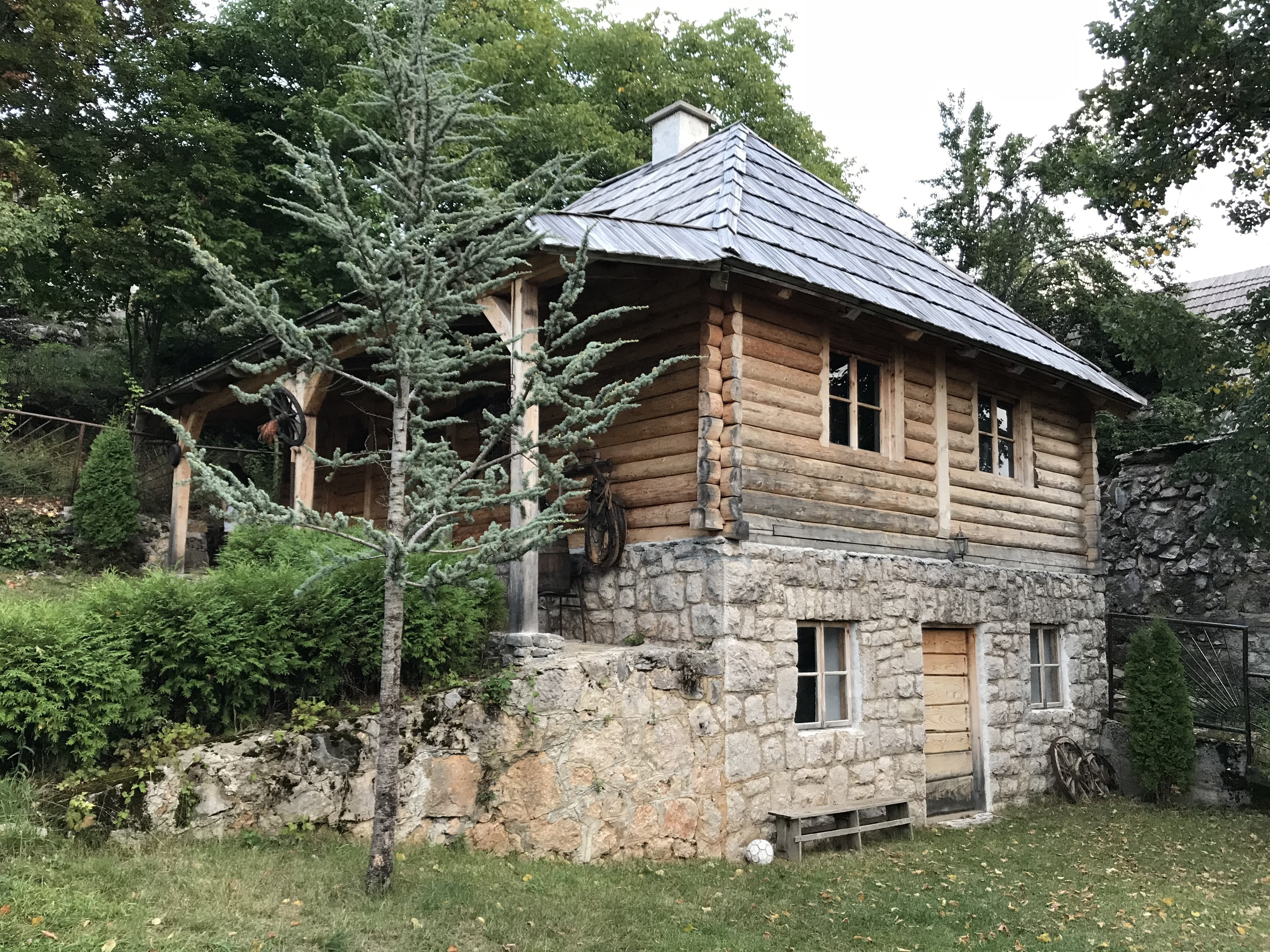
普林齐普故居

- 加夫里洛·普林齐普：民族主義者，因刺殺弗朗茨·斐迪南而聞名，間接導致第一次世界大戰爆發。

## 資料來源
1. ↑  . nasbih.com.   [2017-04-23]. （原始内容存档于2016-03-04）.
2. ↑   (PDF). fzs.ba.   [2017-04-23]. （原始内容存档 (PDF)于2018-12-22）.
3. ↑   (PDF). stat.gov.rs.   [2018-09-13]. （原始内容存档 (PDF)于2016-03-04）.
4. ↑   (PDF). stat.gov.rs.   [2017-04-23]. （原始内容存档 (PDF)于2016-03-04）.
5. ↑   (PDF). stat.gov.rs.   [2017-04-23]. （原始内容存档 (PDF)于2013-12-20）.